# Первомайське (Горлівський район)
Первома́йське — селище Сніжнянської міської громади Горлівського району Донецької області, Україна. Розташоване на березі річки Вільховчик за 82 км від Донецька. Відстань до Сніжного становить близько 8 км і проходить автошляхом місцевого значення.

## Населення

### Мова
Розподіл населення за рідною мовою за даними перепису 2001 року:
| Мова            | Кількість | Відсоток |
| --------------- | --------- | -------- |
| російська       | 591       | 93.22%   |
| українська      | 41        | 6.47%    |
| інші/не вказали | 1         | 0.31%    |
| Усього          | 634       | 100%     |

За даними перепису 2001 року населення селища становило 634 особи, з них 6,47 % зазначили рідною мову українську, 93,22 %— російську та 0,16 %— угорську.